# معالجة هرمونية (علم الأورام)
تُستخدم المعالجة الهرمونية في علم الأورام لتدبير السرطان، وتُعتبر إحدى الوسائل العلاجية الأساسية في علم الأورام الطبي (المعالجة الدوائية للسرطان)، إلى جانب المعالجة الكيميائية السامّة للخلايا والمعالجة الموجّهة (المداواة الحيوية).
تتضمن المعالجة الهرمونية التلاعب بجهاز الغدد الصم من خلال إيتاء هرمونات معينة خارجية المنشأ، وتحديدًا الهرمونات الستيروئيدية، أو أدوية معينة تثبط إنتاج أو نشاط هرمونات كهذه (مناهضات هرمون)، ونظرًا لأن الهرمونات الستيروئيدية تقود التعبير الجيني بقوّة في بعض الخلايا السرطانية، يمكن أن يؤدي تغيير مستويات هرمونات معينة أو نشاطها إلى إيقاف نمو بعض السرطانات، أو حتى خضوعها لاستماتة خلوية، كما يمكن توظيف الاستئصال الجراحي لأعضاء الغدد الصماء؛ كاستئصال الخصية أو المبيض، كنمط من المعالجة الهرمونية.
تُستخدم المعالجة الهرمونية للعديد من أنواع السرطانات المشتقة من الأنسجة المستجيبة هرمونيًا، بما يتضمن الثدي، والبروستات، وبطانة الرحم والقشرة الكظرية، كما قد تستخدم المعالجة الهرمونية في تدبير متلازمات الأباعد الورمية، أو لتحسين بعض أعراض السرطان وتلك المترافقة مع العلاج الكيميائي، مثل فقدان الشهية، ولعل المثال الأكثر شيوعًا للمعالجة الهرمونية في علم الأورام هو استخدام التاموكسيفين المعدل الانتقائي لمستقبلات الاستروجين بمعالجة سرطان الثدي، بيد أن زمرة أخرى من العوامل الهرمونية، وهي مثبطات الأروماتاز، تمتلك دورًا متزايدًا في علاج هذا المرض.

## مثبطات اصطناع الهرمونات
تتضمن إحدى الإستراتيجيات الفعالة في حرمان الخلايا الورمية من هرمونات النمو والهرمونات المعززة للبقيا، استخدام أدوية تثبط إنتاج تلك الهرمونات في العضو الذي تنشأ منه.

### مثبطات الأروماتاز
تُعتبر مثبطات الأروماتاز زمرة مهمة من الأدوية المُستخدمة في علاج سرطان الثدي لدى النساء بعد سن انقطاع الطمث، فعند هذا السن يتوقف إنتاج الإستروجين في المبيضين، ولكن الأنسجة الأخرى تستمر بإنتاجه من خلال نشاط إنزيم الأروماتاز على الإندروجينات المُنتَجة من قبل الغدد الكظرية، وعندما يُحجب نشاط هذا الإنزيم، يمكن أن تهبط مستويات الإستروجين لدى النساء بعد سن انقطاع الطمث لحدود منخفضة للغاية، ما يؤدي لتوقف نمو الخلايا السرطانية المستجيبة هرمونيًا و/أو استماتتها.
أظهر مثبّطا الأروماتاز الليتروزول والأناستروزول تفوقًا على التاموكسيفين كخط علاجي أول لسرطان الثدي لدى النساء بعد سن انقطاع الطمث، من جهة أخرى تفوق الإيكسيميستان، وهو مثبط غير عكوس للأروماتاز، على الميجيسترول أسيتات في معالجة سرطان الثدي النقائلي المعنّد على التاموكسيفين، ولا يبدو أنه يمتلك تأثيرات جانبية معززة لهشاشة العظام كحال الأدوية الأخرى في هذه الزمرة.
يثبط الأمينوغلوتيثيميد الأروماتاز بالإضافة إلى الإنزيمات الضرورية لاصطناع الهرمونات الستيروئيدية في الغدد الكظرية، وقد كان يُستخدم سابقًا لمعالجة سرطان الثدي، ولكن استبدلته مثبطات أكثر انتقائية للأروماتاز، كما يمكن استخدامه في معالجة متلازمات فرط قشر الكظر، مثل متلازمة كوشينغ وفرط الألدوسنيرونية في سرطان القشرة الكظرية.

### مضاهيات الهرمون المطلق لموجهة الغدد التناسلية (GnRH)
يمكن استخدام مضاهيات الهرمون المطلق لموجهة الغدد التناسلية لتحريض استئصال كيميائي للغدد التناسلية، أي التثبيط المطلق لإنتاج أي من الإستروجين والبروجسترون من مبيضَي الأنثى، أو التستوستيرون من خصيتي الذكر، وينجم ذلك عن تأثير التلقيم الراجع السلبي على الإثارة المستمرة للغدة النخامية بهذه الهرمونات، ويُعتبر كل من الليوبروريلين والغوسيريلين مضاهيًا للهرمون المطلق لموجهة الغدد التناسلية، ويُستخدمان بشكل رئيسي لعلاج سرطان البروستات المستجيب هرمونيًا.
نظرًا لأن استجابة الغدد الصماء البدئية لمضاهيات الهرمون المطلق لموجهة الغدد التناسلية هي في الحقيقة فرط إفراز ستيروئيدات الغدد التناسلية، تُستخدم عادة مناهضات لمستقبل الهرمون، مثل الفلوتاميد، لمنع حدوث تحفيز عابر لنمو الورم.

## مناهضات مستقبل الهرمون
ترتبط مناهضات مستقبل الهرمون بالمستقبل الطبيعي لهرمون ما وتمنع نشاطه، وقد يكون المستقبل الهدف متوضعًا على سطح الخلية، كما هي الحال للهرمونات الببتيدية والغليكوبروتينية، أو قد يكون داخل خلوي، مثل مستقبلات الهرمونات الستيروئيدية.

### المعدِّلات الانتقائية لمستقبلات الإستروجين
تُعتبر المعدلات الانتقائية لمستقبلات الإستروجين زمرة مهمة من عوامل المعالجة الهرمونية، وهي تعمل كمناهضات لمستقبل الإستروجين، وتُستخدم بشكل رئيسي في الوقاية الكيميائية من سرطان الثدي، كما يمتلك بعض أفراد هذه الزمرة، مثل التاموكسيفين، تأثيرًا ناهضًا جزئيًا يزيد من إشعار مستقبل الإستروجين في بعض الأنسجة، مثل بطانة الرحم.
يُعتبر التاموكسيفين حاليًا الخط العلاجي الأول لدى ما يقارب جميع النساء دون سن انقطاع الطمث المصابات بسرطان ثدي إيجابي لمستقبل الهرمون، من جهة أخرى يُعتبر الرالوكسيفين معدلًا انتقائيًا آخر لمستقبلات الاستروجين يمتلك تأثيرًا ناهضًا جزئيًا، ولكن لا يبدو أنه يحفز الإصابة بسرطان بطانة الرحم، وهو يُستخدم بشكل أساسي في الوقاية الكيميائية من سرطان الثدي لدى الأفراد عاليي الاختطار، بالإضافة إلى الوقاية من هشاشة العظام.
أما التوريميفين والفولفسترانت، فهما معدلان انتقائيان لمستقبلات الإستروجين يمتلكان تأثيرًا ناهضًا أقليًا أو معدومًا، ويُستخدمان في معالجة سرطان الثدي النقائلي.

### مضادات الأندروجينات
تُعتبر مضادات الأندروجينات زمرة من الأدوية التي ترتبط بالمستقبل الأندروجيني وتثبطه، حاجبةً تأثيرات التستوستيرون على نمو أو تعزيز بقيا بعض سرطانات البروستات، ويُعتبر الفلوتاميد والبيكالوتاميد مضادين للأندروجين يُستخدمان بكثرة في معالجة سرطان البروستات، إما كمعالجة أحادية طويلة الأمد، أو خلال الأسابيع الأولى من المعالجة بمضاهٍ للهرمون المطلق لموجهة الغدد التناسلية.

## المكملات الهرمونية
بينما تسعى معظم إستراتيجيات المعالجة الهرمونية لحجب الإشعار الهرموني عن الخلايا السرطانية، توجد بعض الحالات التي قد يعطي فيها استخدام مكملات من ناهضات هرمون معين تأثيرًا مثبطًا لنمو الخلايا الورمية أو حتى سامًا لها، ونظرًا لاستطاعة العديد من الهرمونات توليد مناهضة وتلقيم راجع مثبط لاصطناع هرمونات أخرى، يوجد تراكب مهم بين هذا المفهوم والمفاهيم الأخرى المطروحة أعلاه.

## الأدوية بروجسترونية المفعول
اسُتخدمت البروجستينات (أدوية مشابهة للبروجسترون)، مثل الميجيترول أستات والميروكسيبروجسيترون أسيتات، لعلاج كل من سرطانات الثدي، وبطانة الرحم والبروستات المترقية والمستجيبة هرمونيًا، كما تُستخدم البروجيستينات في علاج فرط تنسج بطانة الرحم، والذي ينذر بسرطانة بطانة الرحم الغدية.
ما تزال آلية العمل الدقيقة لهذه الهرمونات غير واضحة، وقد تتضمن تأثيرًا مباشرًا على الخلايا الورمية (كبح مستويات مستقبل الإستروجين، وتبديل استقلاب الهرمون، والسمية الخلوية المباشرة)، إلى جانب تأثير غير مباشر على الغدد الصماء (كبح إنتاج الأنروجين الكظري وتشكّل سلفات الإسترون في البلازما).

## الأندروجينات
يُستخدم الفلوكسيميسترون، وهو دواء ستيروئيدي ابتنائي (مشابه للتستوستيرون)، بين الحين والآخر لعلاج سرطان الثدي المترقي، علمًا أن التأثيرات المضادة للسرطان لهذا الأندروجين لا تزال مبهمة، ولكنها قد تكون مضاهية لتلك الخاصة بالبروجيستينات.

## الإستروجينات
يُستخدم الإستروجين ديإيثيلستيلبسترول أحيانًا لعلاج سرطان البروستات من خلال كبح إنتاج التستوستيرون، علمًا أنه استُخدم سابقًا في معالجة سرطان الثدي، لكن استبدلته عوامل أكثر فعالية وأقل سمية، بشكل مماثل، يُعد الاستراس إستروجينًا استُخدم سابقًا كذلك في المعالجة الأندروجينية لسرطان البروستات، أما البوليإستراديول فوسفات فيُعتبر مشتقًا مديد المفعول للإستراديول، ويُعطى عن طريق الحقن العضلي.

## مضاهيات السوماتوستاتين
يُعتبر الأوكتريوتيد مضاهيًا للهرمون الببتيدي السوماتوستاتين، والذي يثبط اصطناع هرمون النمو بالإضافة إلى العديد من الهرمونات الببتيدية التابعة للجهاز المعدي المعوي، بما يتضمن الإنسولين، والغلوكاغون، وعديد الببتيد البنكرياسي، وعديد الببتيد المثبط المعدي، والغاسترين، ويُستخدم الأوكتريوتيد في كبت المتلازمات الهرمونية المترافقة مع عدة أورام بنكرياسية في الخلايا الجزيرية، بما فيها متلازمة زولنغر-إيليسون المترافقة مع الورم الغاستريني، وهبوط السكر المزمن المترافق مع الورم الجزيري.